# Bernhard Lichtenberg
Bernhard Lichtenberg (n. 3 decembrie 1875, Oława, Germania – d. 5 noiembrie 1943, Hof, Regatul Bavariei, Germania) a fost un preot catolic german, paroh al Catedralei din Berlin din 1932. Lichtenberg a fost arestat de poliția politică Gestapo în data de 23 octombrie 1941 și a murit în detenție.
Papa Ioan Paul al II-lea l-a beatificat în 1996.
Institutul Yad Vashem l-a declarat Drept între popoare într-o ceremonie care a avut loc pe 18 mai 2005.